# Burkhard Mohr
Burkhard Mohr (* 1959 in Köln) ist ein deutscher Karikaturist, Maler und Bildhauer.

## Leben
Von 1978 bis 1984 studierte Mohr Malerei und Bildhauerei an der Akademie der Bildenden Künste München. 1984 bis 1986 setzte er sein Studium der Bronzeguss-Bildhauerei mit einem DAAD-Stipendium in Belgien an der Académie-des-Beaux-Arts in Charleroi fort.
Seit 1988 zeichnet Mohr freiberuflich Karikaturen unter anderem für die Frankfurter Allgemeine Zeitung, den Bonner Generalanzeiger, das Handelsblatt, Das Parlament, Cicero und die Stuttgarter Zeitung.
Eine 2014 in der Süddeutschen Zeitung veröffentlichte Karikatur Mohrs, die Facebook-Gründer Mark Zuckerberg als weltbeherrschenden Kraken darstellte, nutzte laut FR-Redakteur Hanning Voigts das alte Bild der Darstellung des „internationalen Juden“ in der Art des „Stürmers“ (Hakennase, fleischige Lippen, lockiges Haar und lüsternes Grinsen). Noch während des Druckes hatte Mohr laut Voigts das Gesicht des Kraken durch einen leeren Bildschirm ersetzen müssen, so dass die Karikatur mit den antisemitischen Symbolen nur in einem Teil der Auflage abgedruckt worden war. Mohr erklärte, dass ihm das „Missverständnis“ sehr leid tue, es sei ihm „nicht aufgefallen“, dass die Karikatur „wie eine antijüdische Hetz-Zeichnung“ aussehe.
Mohr ist verheiratet und hat zwei Kinder. Er lebt und arbeitet in Königswinter.

## Einzelausstellungen
- 1991 Galerie Schön in Bonn
- 1992 Landesvertretung in Rheinland-Pfalz Bonn
- 1993 Friedrich-Naumann-Stiftung in Königswinter
- 1993 Galerie Däberitz in Bergisch Gladbach
- 1994 Haus der Geschichte in Bonn
- 1995 Schlossmuseum in Bad Frankenhausen
- 1996 Thüringische Landesvertretung in Bonn
- 1996 Parlamentarische Gesellschaft in Bonn
- 1997 Siebengebirgsmuseum in Königswinter
- 1998 Stadtwerke Troisdorf
- 2000 Brückenhofmuseum in Königswinter-Oberdollendorf
- 2004 Bundesrechnungshof in Bonn
- 2004 Orangerie, Schloss Benrath in Düsseldorf
- 2005 Rathaus Königswinter
- 2006 Galerie Art & Wiese in Bonn
- 2007 Ständige Präsentation der Politiker-Büsten in der Karikaturen-Galerie Haus der Geschichte in Bonn
- 2010 Brückenhofmuseum in Königswinter-Oberdollendorf
- 2010 Galerie Schön in Bonn
- 2011 Roter Pinguin in Köln
- 2012 Galerie Schön in Bonn
- 2013 Willy-Brandt-Forum Unkel/Rhein[6]
- 2015 und 2017 Haus der Papierindustrie Bonn

Außerdem Ausstellungsbeteiligungen in München, Charleroi, Brüssel, Den Haag, Rotterdam, London, Berlin, Paris, Dresden, Greiz, Osnabrück, Marburg

## Bücher
- Schüttelreimers Bilderbuch, Lax-Verlag, Hildesheim 1986, ISBN 3-7848-8254-4
- Gestatten Piepmeyer! Oder vom unsterblichen Parlamentarier, Nordwestdeutsche Verlagsgesellschaft, Bremerhaven 1996, ISBN 3-927857-71-8
- mit Harry Luck: CDU. Das schwarze Parteibuch, Tomus-Verlag, München 1998, ISBN 3-8231-1555-3
- Spaß beiseite! Karikaturen zum Zeitgeschehen, Pro-Press, Berlin Bonn
  - Band 1, 2000, ISBN 3-934401-02-3
  - Band 2, 2001, ISBN 3-934401-03-1
  - Band 3, 2002, ISBN 3-934401-06-6
  - Band 4, 2003, ISBN 3-934401-08-2
  - Band 5, 2005, ISBN 3-934401-11-2
  - Band 6, 2007, ISBN 978-3-9813543-2-4
  - Band 7, 2010, ISBN 978-3-9811154-2-0
- mit Andreas Öhler: Öhlers Straßenlieder, Franz Schön, Bonn 2008, * Spaß beiseite! Krisen-Karikaturen, Franz Schön, Bonn 2010, ISBN 978-3-9813543-2-4
- Der Euro schadet der Krise! Karikaturen zum aktuellen Elend (2010–2011) ISBN 978-3-9813543-5-5
- Papier pikant (2012/2013), ISBN
- Highlights im Dunkeln (2014/15), ISBN 978-3-945152-19-5
- Wahnmache Mahnwache (2016/17), ISBN 978-3-96058-993-8